# La Nueva Orden Jedi
La Nueva Orden Jedi es una serie formada por veinte libros escritos por diversos autores, basada en el universo ficticio Star Wars y publicada en Estados Unidos por Del Rey Books de 1999 a 2003 y en España por Alberto Santos Editor desde 2002 a 2008, y desde 2008 al presente es publicada por la editorial Timunmas, del grupo Planeta DeAgostini; siendo publicadas en la colección "Biblioteca Star Wars".

## Críticas
La serie de La Nueva Orden Jedi supuso una revolución. De 1999 a 2003 se publicarían 19 volúmenes que se centrarían en nuevos Jedi y sus misiones al amparo de un marco mucho más grande que era el de cinco años de una invasión extragaláctica. La serie presentaba una Nueva Orden Jedi con muchos parecidos a la antigua pero más flexible, con sus miembros dispersos siguiendo caminos personales y presentaba también un Nueva República estable.
Mientras la República peligra de caer en la burocracia y la corrupción y los Jedi se hallan divididos en dos, los agresivos y los más pasivos con Luke Skywalker tratando de crear un Consejo Jedi aparece una brutal raza extragaláctica que odia la tecnología y está dispuesta a sacrificarse y sacrificar a todo ser vivo a sus dioses; y no parecen querer la paz hasta que no conquisten toda la galaxia; además no se les puede sentir en la Fuerza y rivalizan con los mismísimos Jedi.
Esto desencadenará una guerra que culminará con planetas como Coruscant, Ithor, Nar Shaddaa y muchos más irreconocibles, con centenares de millones de muertes y el universo Star Wars irreconocible, además de presentar el fin del Imperio y la República, así como muertes de personajes importantes y visiones nunca vistas de la Fuerza.
Los fanes se hallan divididos en dos grupos con respecto a la serie. Unos la consideran un soplo de aire nuevo y renovado, más creíble e interesante y otros creen que el final del universo Star Wars debería haber sido la bilogía The Hand of Thrawn, y aseguran que la serie no mantiene la línea de Star Wars. Los puntos a criticar son:
- Muerte de personajes importantes, algunos de ellos de las películas. Mientras que algunos fanes consideran esto como algo necesario para hacer creíble la saga y temer por la vida de los personajes, otros dicen que no se debió matar tan ampliamente.

- Destrucción definitiva de mundos, masacres y destrucción a gran escala. Muchos mundos desaparecen definitivamente o son cambiados radicalmente, como Coruscant o Ithor, y los Jedi deben abandonar Yavin 4.

- Visión de la Fuerza que implica la no-existencia del Lado Oscuro o del Luminoso. Las visiones de la fuerza con las que culmina la serie implican que los Jedi utilicen técnicas, acciones y poderes del Lado Oscuro e incluso que el fin justifique los medios. Ésta actitud es tomada por los Jedi para detener a los invasores. A muchos fanes les desagradaba ver esto. De hecho esta visión de la Fuerza acaba erradicada en la siguiente serie, Dark Nest y se restaura el Lado Oscuro y el Luminoso. Pero muchos Jedi como Jacen, Jaina y otros están cerca del Lado Oscuro, han caído o han cometido acciones de dudosa moral, difícilmente justificables. Jacen es el caso más visible.

- Invasores suicidas, adoradores de dioses, extremadamente poderosos y usuarios de tecnología biológica. Algunos los ven impropios de Star Wars.

- Consejo mitad Jedi, mitad políticos. Este consejo acaba siendo sustituido por otro de Maestros Jedi al final de la serie.

- Destrucción de la Nueva República y cambio en el orden galáctico.

## Lista de novelas
- Vector Prime
- Marea Oscura I: Ofensiva
- Marea Oscura II: Desastre
- Agentes del Caos I: La prueba del Héroe
- Agentes del Caos II: Eclipse Jedi
- Punto de Equilibrio
- Al filo de la victoria I: Conquista
- Al filo de la victoria II: Renacimiento
- Estrella a Estrella I
- Estrella a Estrella II
- Viaje a la oscuridad
- Tras las líneas enemigas I: Sueño rebelde
- Tras las líneas enemigas II: Resistencia rebelde
- Traidor
- Los caminos del destino
- Hereje en la fuerza I: Remanente
- Hereje en la fuerza II: Refugiado
- Hereje en la fuerza III: Reunión
- La profecía final.
- La fuerza unificadora
- La batalla por la fuerza

- Datos: Q2743959